# Die Fleischerei
Die Fleischerei ist ein Fachmagazin für handwerkliche und industrielle Fleischverarbeiter und wird von Holzmann Medien GmbH & Co. KG aus Bad Wörishofen verlegt.
Die Zeitschrift erscheint monatlich mit Doppelausgaben im Januar und Juli, was einer Gesamtanzahl von zehn Printausgaben im Jahr entspricht. Medienpartner von Holzmann Medien ist die Messe Stuttgart; in der Zeitschrift werden entsprechende Sonderhefte veröffentlicht.
Den Inhalt bildete die Berichterstattung zu Entwicklungen im Fleischereihandwerk mit Rubriken zu Technik, Branche, Betrieb und Management. Hauptzielgruppe sind Inhaber und Geschäftsführer von Fleischer-Fachgeschäften und Führungskräfte in der fleischverarbeitenden Industrie und deren Zulieferunternehmen. 
Die Fleischerei hat eine verbreitete Auflage von 6415 (Informationsgemeinschaft zur Feststellung der Verbreitung von Werbeträgern (IVW) II/2021), davon 5182 Freistücke (kostenlos abgegebene Exemplare). Im Internet ist die Marke unter fleischerei.de zu finden. Dort erreicht sie 8797 Visits pro Monat (IVW 08/2021).